# Port Clyde
Port Clyde – miasto w Stanach Zjednoczonych w stanie Maine. Najbardziej na południe wysunięte miasto Półwyspu Świętego Jerzego. Port Clyde znajduje się w środkowej części wybrzeża Maine.
W Port Clyde znajduje się słynna latarnia morska (Marshall Point Lighthouse), do której w filmie Forrest Gump dobiegał Tom Hanks.